# 哆啦A夢回來了
《多啦A夢回來了》是於1998年3月7日公映的哆啦A夢動畫電影，也是《大雄的南海大冒險》的附篇電影，改編自單行本第六卷的《再見，哆啦A夢》和第七卷的《哆啦A夢回來了》。與原作不同的是，靜香在此部電影裡有出場，並且增加了大雄思念奶奶的情節。片長27分鐘。

## 剧情简介
一天，大雄一如既往一样被胖虎欺负。大雄回家后却看到哆啦A梦很难为，因为他必须离开这里并回到22世纪了。大雄拼命地想阻止他，然而最后还是和哆啦A梦分开了。在最后的夜晚，大雄和哆啦A梦在城市里散步，中途哆啦A梦暂时离开却招来了想跟大雄打架的胖虎。为了不让哆啦A梦担心，大雄只好只身一人迎战。

## 出場人物
| 角色       | 日本配音員 |
| ---------- | ---------- |
| 哆啦A夢    | 大山羨代   |
| 大雄       | 小原乃梨子 |
| 靜香       | 野村道子   |
| 小夫       | 肝付兼太   |
| 胖虎       | 立壁和也   |
| 大雄的媽媽 | 千千松幸子 |
| 大雄的爸爸 | 中庸助     |
| 胖虎的媽媽 | 青木和代   |
| 店員       | 巴菁子     |
| 小孩       | 佐藤ゆうこ |

## 出场的秘密道具
- 哆啦A梦型箱
- 谎言800

## 主题曲
| 類別   | 歌曲                     | 作詞       | 作曲     | 编曲     | 演唱     |
| ------ | ------------------------ | ---------- | -------- | -------- | -------- |
| 片尾曲 | 《蓝色的天空是口袋》（） | 高田ひろお | 菊池俊輔 | 菊池俊輔 | 山野智子 |

## 其他
水田版动画2009年3月20日播出的〈再见哆啦A梦〉的后半段也改编自本短篇。